# مركز العلوم سنغافورة

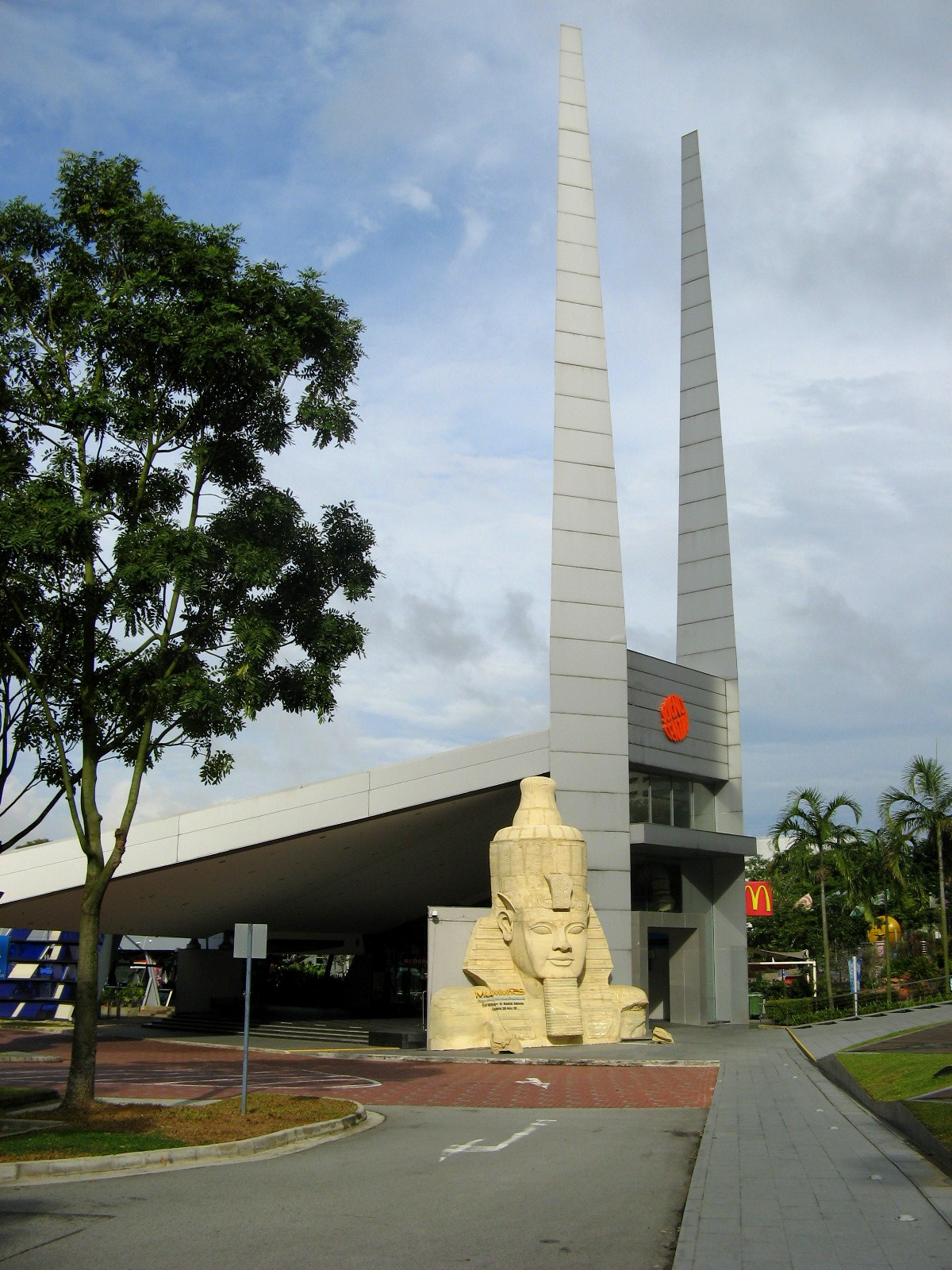
مدخل مركز العلوم.

مركز العلوم سنغافورة المعروف سابقًا باسم مركز سنغافورة للعلوم هو مؤسسة علمية في جورونغ الشرقية بسنغافورة. المركز متخصص في تعزيز التعليم العلمي والتكنولوجي لعامة المجتمع. مع أكثر من 850 عمل موزع على ثمانية معارض، شاهدها أكثر من مليون زائر في السنة، وأكثر من 25 مليون زائر حتى عام 2003 عندما احتفلت باليوبيل الفضي.

## التاريخ
تم استقلال مركز العلوم عن المتحف الوطني بسنغافورة كمؤسسة منفصلة حتى يتمكن الأخير من التركيز على مجموعاته الفنية والتاريخية. تم طرح هذه الفكرة لأول مرة في عام 1969 من قبل مجلس العلوم في سنغافورة، وتمت الموافقة عليها لاحقًا من قبل الحكومة التي كانت حريصة على تعزيز التعليم العلمي في البلاد التي تشهد تحديثًا سريعًا للاستفادة من القطاع التكنولوجي.
تم تحديد بنية مبنى مركز العلوم سنغافورة من خلال مسابقة التصميم المعماري التي نظمها مجلس مركز العلوم. تم اختيار تصميم ريموند وو، وبالتالي تم تكليفه كمهندس للمشروع. تم تشييده بتكلفة تبلغ 12 مليون دولار سنغافوري على مساحة 60.000 متر مربع (650.000 قدم مربع) في منطقة جورونغ الشرقية، وتم افتتاحه رسميًا في 10 ديسمبر 1977م من قبل الدكتور توه تشين تشي الذي كان الوزير المسؤول عن مجلس مركز العلوم.
في عام 1987 شهد المركز توسعًا هامًا مع افتتاح مسرح آيماكس الأول والوحيد في سنغافورة، وسمي مسرح أومني سنغافورة. بلغت تكلفة المشروع 18 مليون دولار، يحتوي على 276 مقعدًا تحت قبة مائلة بطول 23 مترًا.
في عام 1999 قامت عملية تجديد بقيمة 38 مليون دولار لتوسيع مساحة المعرض في المركز، وإنشاء مدخل جديد بالإضافة إلى مناطق عرض في الهواء الطلق واتصال مباشر بمبنى مسرح أومني المنفصل عن المركز. في عام 2000 تم إنشاء مدينة الثلج، وهي بيئة ترفيهية تبلغ درجة حرارتها −5 درجة مئوية بجانب مسرح أومني. في 7 ديسمبر 2007 في عام الذكرى الثلاثين، أعاد مركز العلوم تسمية نفسه كمركز العلوم سنغافورة.

## المرصد

### الموقع
يقع مرصد مركز العلوم في 1°20′03″N 103°44′09″E / 1.3342°N 103.7357°E، وعلى ارتفاع 15.27 مترًا (50.1 قدمًا) فوق مستوى سطح البحر. وهو واحدة من المراصد القليلة في العالم الواقعة بجوار خط الاستواء. موقعه الفريد يسمح بملاحظة الكوكبات في كل من نصفي الكرة الأرضية الشمالي والجنوبي، وبالتالي يفتح آفاقًا أكثر في السماء للمراقبين. يمتلئ المرصد بمجموعة من المرافق المتطورة بالإضافة إلى قاعة دروس لدروس الفلك وعروض الشرائح والمحادثات العامة.

### التلسكوب
التلسكوب الرئيسي للمرصد هو 40 سم (16 بوصة) من نوع عاكس كاسيغرين، وهو من الطول البؤري المشترك من 520 سنتيمترا (200 بوصة). التلسكوب الفرعي هو 15 سم (5.9 بوصة) من نوع مقراب انكساري المنكسر مع البعد البؤري 180 سم (71 بوصة). تم تصميم التركيب الاستوائي للتلسكوبات لموقع سنغافورة الفريد، يوفر نير الإنجليزي المرافق الاستقرار اللازم لآليات القيادة والتتبع. يمكن جعل القبة المصنوعة من الصلب غير قابل للصدأ بطول 5.5 متر (18 قدمًا) وتكون قابلة للتدوير في أي اتجاه، ويمكن جعلها مفتوحة للتلسكوب حتى يتم التركيز على الأجسام المثيرة للاهتمام في السماء.

### جلسات تصوير النجوم
المرصد مفتوحًا للجمهور لجلسات مراقبة النجوم كل ليلة جمعة منذ يونيو 2006. ساعات العمل من الساعة 7:50 إلى 10:00 مساءً. يستطيع المرصد استيعاب 50 زائرًا بشكل مريح لكل جلسة. من المهم ملاحظة أن تصوير النجوم من خلال تلسكوب المرصد ممكن فقط عندما تكون السماء صافية، بغض النظر عن الظروف الجوية، ويكون ذلك بحضور موظفي المرصد .

## خطط الترحيل
في 4 أبريل 2008 أعلنت هيئة إعادة التطوير الحضري عن خطط لنقل مركز العلوم بالقرب من محطة مترو الأنفاق الصينية في فترة تتراوح من 10 إلى 15 سنة. خلال خطابه في «يوم العيد الوطني 2014» قال رئيس وزراء سنغافورة لي هسين لونج إنه بحلول عام 2020 سيتم نقل مركز العلوم إلى الشاطئ الشمالي لبحيرة جورونج، بجانب محطة مترو الحديقة الصينية.